# ORP Toruń (1920)
ORP Toruń – monitor rzeczny Marynarki Wojennej II RP.

## Historia
Został zbudowany w 1920 r. w Stoczni Gdańskiej (Danziger Werft).

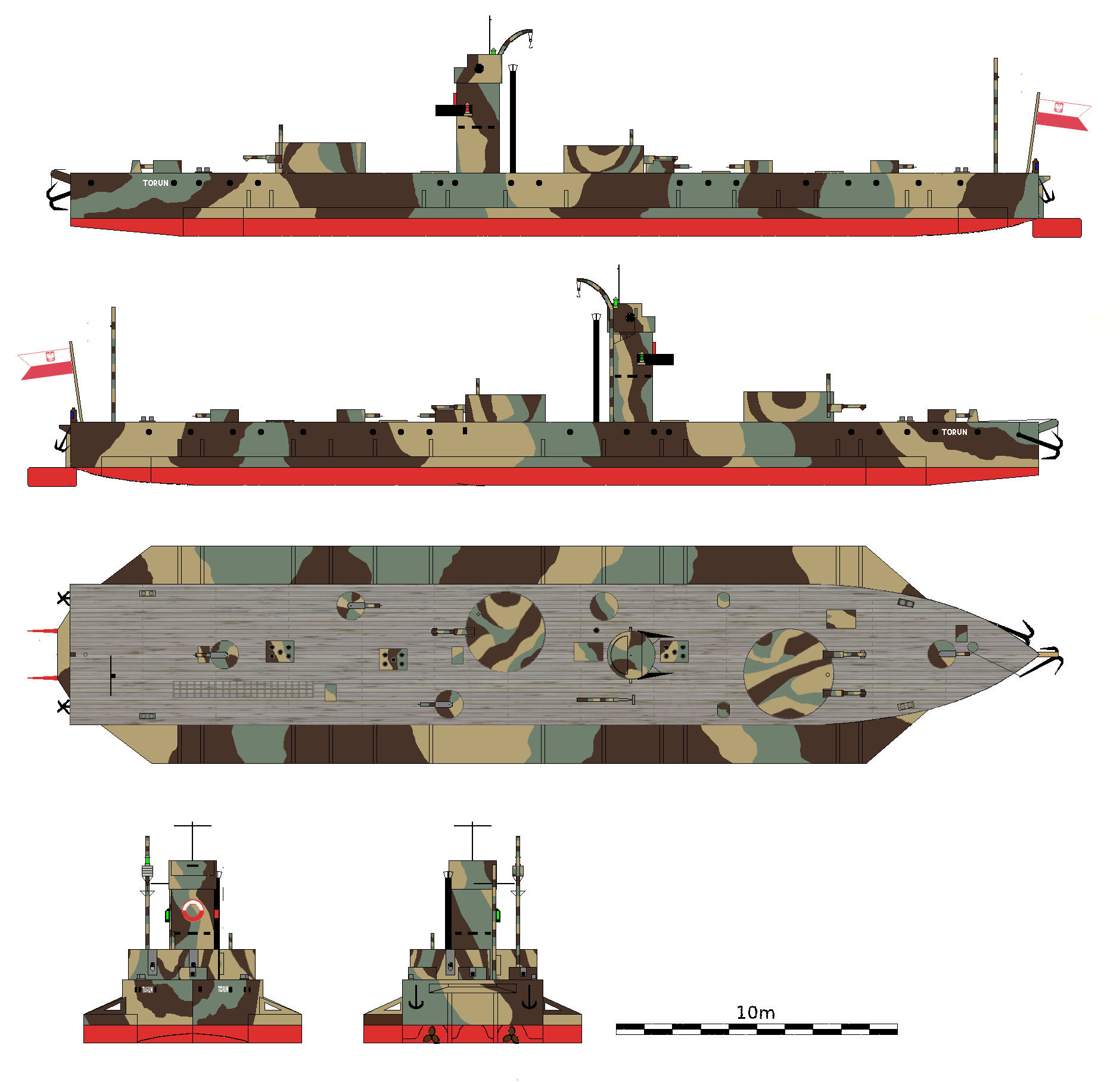
Monitor rzeczny ORP Toruń – stan na rok 1939

Do służby wszedł rok później, jako ORP „Mozyrz” we Flotylli Wiślanej. Kotwiczył w Toruniu. Jesienią 1922 r. został przebazowany do Flotylli Pińskiej, gdzie wraz z ORP „Warszawa” utworzył II grupę monitorów. 31 lipca 1923 r. zmieniono nazwę okrętu na ORP „Toruń”. Następnie w grupie z ORP „Pińsk” i ORP „Horodyszcze”. W 1938 r. przeszedł gruntowną modernizację, m.in. wymieniono silnik i uzbrojenie, na 3 działa kalibru 75 mm wz. 97 i 4 ckm. Ostatnim dowódcą był kpt. mar. Bolesław Porydzay, a jego zastępcą ppor. mar. rez. Tomasz Musielewicz (obaj w 1939 r. trafili do sowieckiej niewoli i zostali zamordowani w Katyniu). 17 września 1939 r. rozkazem gen. Franciszka Kleeberga podporządkowany d-cy Brygady KOP „Polesie” płk. Tadeuszowi Różyckiemu-Kołodziejczykowi.
Następnego dnia ok. 10 km od Mostów Wolańskich został zatopiony przez własną załogę.
Wydobyty przez Rosjan 5 października 1939 r. i włączony do ich marynarki, jako „Winnica” (J. Piwowoński podaje nazwę „Witebsk”). Po wejściu do służby 24 października, został przydzielony do flotylli dnieprzańskiej, by 17 lipca 1940 r. zostać przeniesiony do Flotylli Pińskiej. W czerwcu 1941 r. stacjonował w Pińsku i po ataku niemieckim ruszył w kierunku Brześcia, ale 24 czerwca powrócił do Pińska. Cztery dni później odszedł do Łunińca. 12 lipca skierowany na Prypeć, by w okolicach Rzeczycy wesprzeć rosyjskie przeciwnatarcie. 15 lipca wysadził desant partyzantów koło Nowej Bielicy, ale dostał się pod ogień niemiecki i sześciokrotnie trafiony (4 – kal. 75 mm i 2 – kal. 37 mm) osiadł na mieliźnie. Zabitych zostało czterech członków załogi, a pozostałych dwóch było ciężko rannych. Próby ściągnięcia z łachy okazały się nieudane 20 minut po północy 16 lipca załoga wysadziła go w powietrze. 23 lutego wrak monitora „Winnica”, pozbawiony wieży artyleryjskiej, został podniesiony przez Rosjan i odholowany na Prypeć w pobliżu Czarnobyla. Brak informacji na temat dalszych losów okrętu.

## Dane taktyczno-techniczne
Załogę stanowiło 44 marynarzy (w tym 3 oficerów i 9 podoficerów). Rozwijał prędkość maksymalną 17 km/h i miał zasięg 1200 km przy prędkości ekonomicznej 11 km/h (J. Piwowoński podaje wyłącznie szybkość 10,5 km/godz.). W służbie polskiej uzbrojony był w trzy działa kalibru 75 mm i 4 ckm oraz mógł zabierać 200 min. W służbie sowieckiej przezbrojony trzy działa 76 mm USW (1 × 2, 1 × 1) i 2 wkm DSZK kal. 12,7 mm na pojedynczych podstawach.